# Battaglia di Tarvisio (1809)
La battaglia di Tarvisio (sotto il cui nome vengono comprese anche le azioni della presa del forte di Malborghetto e della presa del forte del Predil) fu uno scontro combattuto tra il 15 ed il 18 maggio 1809 presso la città di Tarvisio nell'odierna Italia, durante i più vasti eventi della guerra della Quinta coalizione.

## Contesto storico
Il piano di guerra dell'Austria era quello di iniziare la guerra della Quinta coalizione richiamando l'esercito al comando del generale di cavalleria Giovanni d'Asburgo-Lorena per invadere il Veneto da nordest. Per questo compito non facile, le forze dell'arciduca non erano comunque in gran numero.

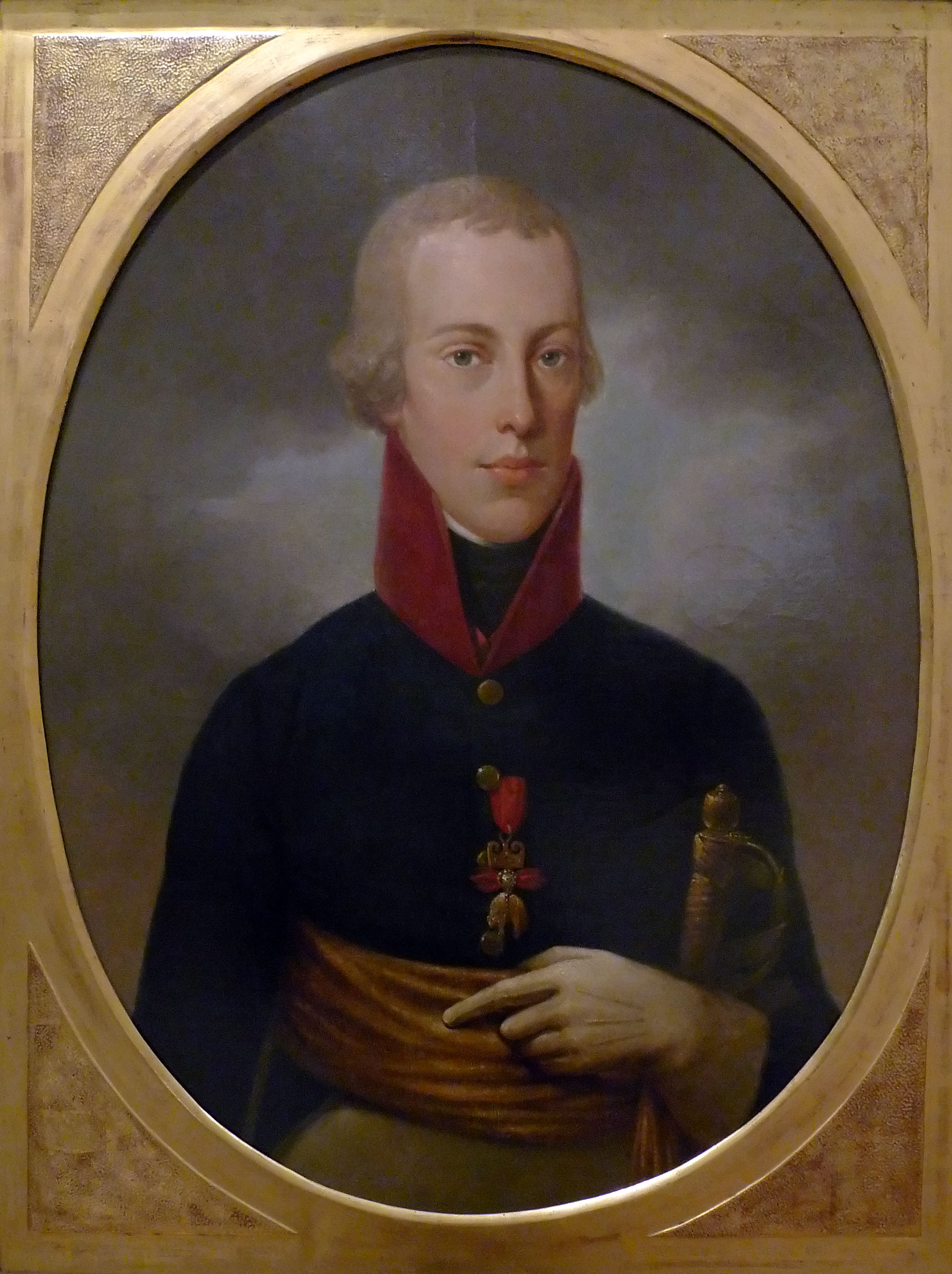
L'arciduca Giovanni d'Asburgo-Lorena

L'VIII corpo d'armata aveva infatti 24 500 fanti, 2 600 cavalieri e 62 cannoni, mentre il IX corpo d'armata contava 22 200 uomini, 2 000 cavalieri e 86 cannoni. Il maggiore generale Andreas von Stoichevich venne posto all'avanzata a sud verso la Dalmazia occupata dai francesi con 10 000 soldati in più. Si assemblarono in Carinzia con 23 500 uomini su 33 battaglioni, con 6 000 altre truppe supplementari provenienti dal landwehr come riserva. Per supportare la ribellione nel frattempo scoppiata in Tirolo, Giovanni riorganizzò le proprie armate ed invio il feldmaresciallo luogotenente Johann Gabriel Chasteler de Courcelles ad ovest con 10 000 uomini dell'VIII corpo d'armata, fatto che lasciò Giovanni con 40 000 uomini disponibili per l'invasione dell'Italia anziché 85 000 come previsto. La partenza di Chasteler lasciò il feldmaresciallo luogotenente Albert Gyulai in comando dell'VIII corpo d'armata e suo fratello il feldmaresciallo luogotenente Ignaz Gyulai in comando al IX.
Eugenio di Beauharnais comandava in tutto 70 000 uomini dell'Armata d'Italia, di cui sei divisioni francesi e tre italiane, e due di queste solo impiegate per la difesa del fiume Isonzo e della frontiera orientale, mentre il resto si trovava disposto nel Regno napoleonico d'Italia. Il 16 aprile 1809, troppo sicuro delle proprie azioni, Eugenio iniziò lo scontro con una divisione di cavalleria e cinque di fanteria (circa 35 000 uomini e 2 000 cavalieri). Alla battaglia di Sacile, l'armata dell'arciduca Giovanni trucidò quella di Eugenio, infliggendo ai francesi 6 500 perdite contro le 3 600 austriache. La sconfitta Armata d'Italia si portò verso Verona e verso l'Adige ottenendo rinforzi con altri 60 000 soldati. Dopo che Giovanni ebbe assediato le fortezze di Osoppo e Palmanova, e si stava dedicando alla guarnigione francese di Venezia, l'esercito austriaco giunse a Verona con soli 30 000 uomini il 28 aprile. Dopo aver sentito della sconfitta austriaca nella battaglia di Eckmühl il 22 aprile, l'imperatore Francesco I d'Austria ordinò a suo fratello l'arciduca Giovanni di riportarsi immediatamente verso l'Austria Interna.
Dopo essersi incontrato col viceré presso Soave e Monte Bastia alla battaglia di Caldiero verso la fine di aprile, l'arciduca si ritirò il 2 maggio. La ritirata fu abilmente coperta dalla retroguardia del feldmaresciallo luogotenente Johann Maria Philipp Frimont. L'8 maggio, Giovanni difese le proprie posizioni strenuamente sul Piave con una battaglia difficile che lo vide contrapporsi direttamente alle forze del principe Eugenio. L'11 maggio, l'avanguardia franco-italiana si scontrò con quella di Frimont a San Daniele del Friuli, perdendo 2 000 uomini a fronte di perdite minori per i francesi. Dopo lo scontro di Venzone, Frimont si ritirò a nord verso la valle del fiume Fella, bruciando i ponti dietro il suo passaggio.

## Antefatti

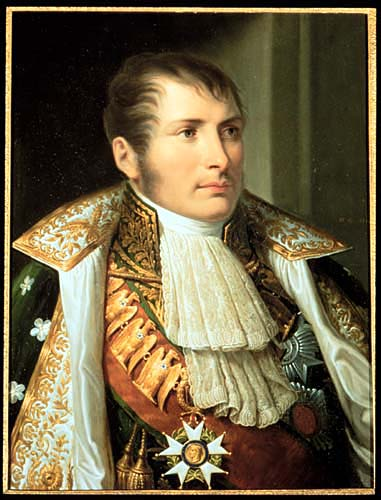
Eugenio di Beauharnais

L'arciduca Giovanni con circa 19 000 uomini tornò a Tarvisio. Egli inviò Ignaz Gyulai con 5 000 soldati in Carniola (Slovenia) che era sguarnita con sole due brigate al comando del feldmaresciallo-luogotenente Anton von Zach e del maggiore generale Johann Kalnássy. Nel suo ruolo di bano di Croazia, Ignaz Gyulai ebbe l'autorità per stroncare sul nascere un'insurrezione tra la milizia croata. Indebolito seriamente nel suo tentativo di invadere l'Italia, Giovanni richiamò Chasteler dal Tirolo nella speranza di ammassare un numero sufficiente di truppe per scontrarsi con quelle del principe Eugenio.
Il piano di Eugenio era quello di superare la barriera delle Alpi Carniche avanzando con diverse colonne. Ad ovest, inviò il generale di divisione Jean-Baptiste Dominique Rusca mentre la sua divisione si diresse verso il Piave. Ordinò inoltre al generale di divisione Jacques MacDonald con una divisione di cavalleria e due di fanteria (per un totale di 14 000 uomini) di marciare ad est e di assediare la base austriaca di Lubiana (Laibach) in Carniola. Da qui, MacDonald avrebbe dovuto incontrarsi col generale di divisione Auguste Marmont che stava avanzando verso nord dalla Dalmazia, o avrebbe potuto catturare Graz o Maribor (Marburg an der Drau). Eugenio inviò una divisione al comando del generale Jean Mathieu Seras verso l'Isonzo e poi da lì verso Tarvisio e il passo del Predil. Egli personalmente prese il grosso dell'armata da Osoppo e si diresse verso la valle del Fella, desideroso di conquistare le basi austriache di Tarvisio e Villaco. Questa forza di 25 000 uomini includeva i corpi dei generali di divisione Paul Grenier e Louis Baraguey d'Hilliers, la Guardia Reale italiana e due divisioni di cavalleria.
Con la sua brigata trattenuta presso la valle del Piave, il maggiore generale Josef Schmidt chiuse la strada di fronte al Rusca. Incapace di muovere i trasporti e l'artiglieria in quella direzione, Rusca tornò indietro verso il principe Eugenio. La colonna principale trovò anche numerosi ponti interrotti dagli austriaci. Eugène infine pose la propria artiglieria, cavalleria e treni rifornimenti a Seras e continuò l'avanzata alla volta di Pontebba con la sua fanteria ed alcuni cannoni leggeri.

### Personalità
| Paul Grenier | Pierre François Durutte | Joseph Marie Dessaix | Louis Baraguey d'Hilliers | Achille Fontanelli | Johann Hermann von Hermannsdorf | Friedrich Hensel |
| Paul Grenier | Pierre Durutte          | Joseph Dessaix       | Louis d'Hilliers          | Achille Fontanelli | Johann Hermann                  | Friedrich Hensel |

## La battaglia
Vedi "Battaglia del Piave" per l'ordine di battaglia dei franco-italiani.

### L'azione

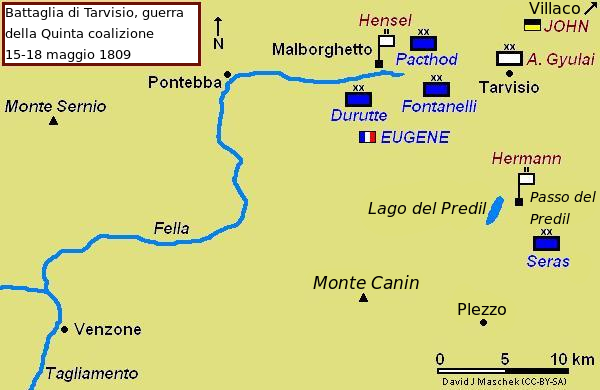
La battaglia di Tarvisio e la presa dei forti di Malborghetto e del Predil, 15-18 maggio 1809

Discendendo il Fella, la valle continuava poi ad est verso Pontebba e poi ancora per 10 km ad est verso Malborghetto. Da quest'ultimo villaggio Tarvisio dista appena 10 km. Per raggiungere Tarvisio dalla valle dell'Isonzo, la strada passa per Plezzo e continua per altri 10 km a nord-nordest prima di spostarsi ad ovest ed incrociare il passo del Predil (1 156 metri). Ai piedi del passo si trova il Lago del Predil. Da questo punto, la strada continua a nord nuovamente per 10 km prima di arrivare a Tarvisio. Il forte del Predil dominava la strada per quasi 800 metri ad est del passo, mentre quello di Malborghetto si trovava a 900 metri appena dal villaggio di Malborghetto. Il forte si trova su uno sperone roccioso che si trova sopra il fiume Fella.
A metà strada, l'arciduca Giovanni riorganizzò la propria armata in diversi gruppi d'azione. Stoichevich con 8 100 uomini e 14 cannoni era ancora distante in Dalmazia. Il feldmaresciallo luogotenente Franjo Jelačić con 10 200 uomini e 16 cannoni della Divisione Nord era stato trasferito dal Danubio al comando dell'arciduca Giovanni. Jelačić si trovava a nord presso Radstadt. Ignaz Gyulai e Zach assemblarono il IX corpo d'armata a Kranj con 14 880 uomini organizzati in quattro brigate. Giovanni tenne la città di Villaco con 13 060 uomini e 22 cannoni sotto il comando di Frimont.
Albert Gyulai si trovava a Tarvisio con la sua divisione di 8 340 uomini organizzati in tre brigate. Il maggiore generale Anton Gajoli disponeva di 2 800 uomini del 62º reggimento di fanteria Franjo Jelačić e del 13° Reisky, oltre ad una batteria di 8 cannoni leggeri. Il maggiore generale Franz Marziani comandava 2 800 soldati del 3 reggimento di fanteria Oguliner e del 4º reggimento di fanteria Szluiner, quattro squadroni del 5º reggimento ussari Ott ed una batteria con 8 cannoni leggeri. Il maggiore generale Peter Lutz comandava 2 500 uomini dei gruppi del landwehr Marburg, Cilly, Laibach e Adelsberg. L'artiglieria di riserva includeva una batteria da 6 cannoni.

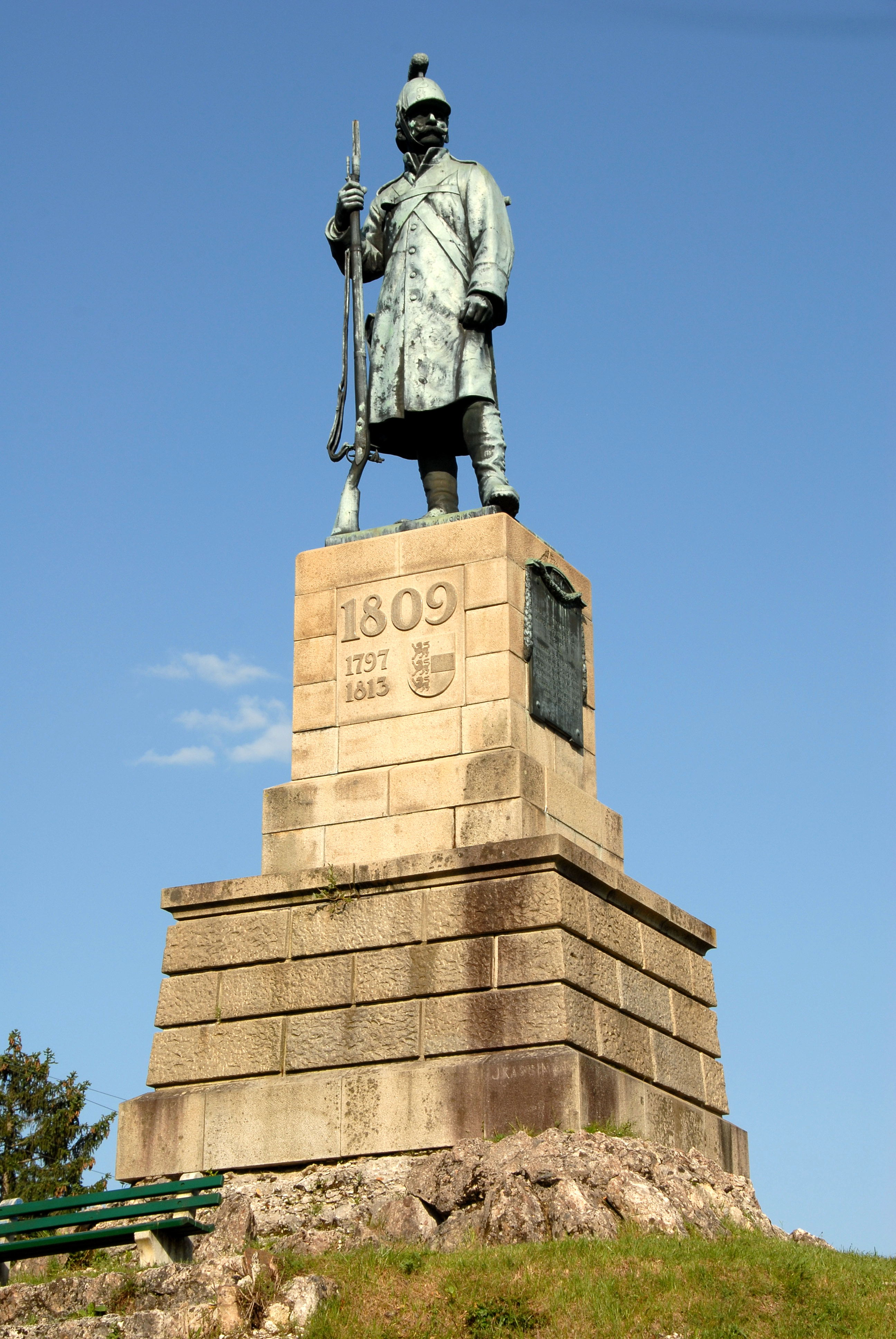
Monumento al granatiere austriaco

Secondo lo storico Robert M. Epstein, le forze a disposizione di Gyulai erano in numero ancora inferiore con circa 6 000 uomini oltre a 650 uomini e 10 cannoni a Malborghetto e 250 uomini e 8 cannoni a difendere il Predil. Lo scrittore Digby Smith indica la presenza di 3 500 austriaci e 6 cannoni a Tarvisio, con 450 uomini e 11 cannoni a Malborghetto, e 250 uomini con 8 cannoni al Predil.
Il corpo dei genieri conteneva due divisioni dei generali Pierre François Joseph Durutte e Michel Marie Pacthod. Il corpo di Baraguey d'Hilliers includeva due divisioni dei generali Achille Fontanelli e Joseph Marie Dessaix. L'avanguardia di Dessaix comprendeva anche tre battaglioni composti da compagnie di voltiguers, oltre ad alcuni battaglioni provenienti da altre divisioni. Queste truppe giunsero in vista di Malborghetto il 15 maggio. Eugène ordinò a Grenier di ridurre le forze al forte mentre Baraguey d'Hilliers avrebbe mantenuto impegnato Gyulai dall'interferire con le operazioni a Tarvisio. Secondo il piano, Dessaix e Fontanelli guidarono le loro truppe verso le montagne per raggiungere la valle del Fella ad est del forte di Malborghetto. Grenier inviò le truppe di Pacthod ad assaltare le posizioni ad est. Il 16 maggio, Baraguey d'Hilliers si scontrò con Gyulai, il quale evacuò Tarvisio e prese posizioni difensive ad est della città.
Alle 9:30 del 17 maggio, le divisioni di Pacthod e Durutte raggiunsero il forte di Malborghetto da due diverse direzioni, forti di 15 000 uomini. Trenta minuti dopo il forte cadde. Epstein scrisse che i morti austriaci furono 300 ed i prigionieri 350, mentre i francesi ebbero appena 80 morti, riuscendo a reperire inoltre molti rifornimenti e 13 cannoni. L'ingegnere capitano Friedrich Hensel morì guidando la guarnigione di due compagnie del 3º reggimento Oguliner assieme a 24 artiglieri. Smith riportò come «totalmente infondata» la tesi dei soli 80 uomini francesi morti sul campo.

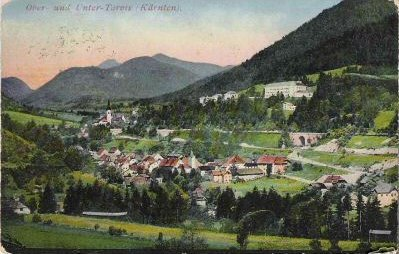
Tarvisio in una cartolina postale del 1915

I vittoriosi soldati di Grenier rapidamente marciarono ad est verso Tarvisio per prestare assistenza all'attacco contro Gyulai. Il comandante austriaco aveva nel frattempo preso posizione presso Slizza (Gailitz) con 11 battaglioni di fanteria e quattro squadroni di cavalleria. In line vi erano la brigata di Gajoli, quella di Marziani, tre battaglioni del 27º reggimento di fanteria Strassoldo e due del landwehr Marburg. Vennero inoltre piazzati solo 10 dei 24 cannoni disponibili. A mezzogiorno, Eugenio lanciò l'attacco. Mentre il corpo di Grenier si scontrò con quello di Gyulai al centro, mentre la divisione italiana di Fontanelli colpì il fianco sinistro austriaco. Quando la linea difensiva degli austriaci iniziò a cedere, le truppe di Grenier attaccarono frontalmente. Le truppe di Gyulai lasciarono il campo con 3 000 uomini tra morti, feriti e prigionieri e gran parte dei cannoni. In mancanza di cavalleria adeguata, i francesi non furono in grado di inseguire gli austriaci. Le fonti austriache però riportarono un totale di 217 uccisi, 271 feriti e 1 301 prigionieri, per un totale di 1 789 uomini e sei cannoni persi dei 3 500 impiegati per lo scontro. Eugenio ammise la perdita di 80 soldati e 300 feriti dei 10 000 impiegati, anche se non contò in questa lista le truppe di Grenier che invece vennero indicate come riserva.
Nel frattempo, la colonna al comando di Seras incontrò l'opposizione del nemico il 15 maggio raggiungendo il forte sul passo del Predil. Mentre Eugenio era impegnato a distruggere le truppe di Gyulai il 17 maggio, Seras bombardò il Predil senza effetti. L'ingegnere capitano Johann Hermann von Hermannsdorf comandava la guarnigione locale composta da due compagnie del 1º battaglione del 3º reggimento di fanteria Szluiner. Intenzionato a spostare la sua artiglieria, cavalleria e treno rifornimenti a Tarvisio, Eugenio si vide obbligato a passare per il Predil. Inviò quindi tre battaglioni ad attaccare il bastione di Hermann. L'assalto francese iniziò il 18 maggio ed incontrò una tremenda resistenza del nemico. Hermann e tutti i 250 difensori croati rimasero uccisi nello scontro. I franco-italiani persero 450 uomini degli 8 500 fanti e 12 cannoni impiegati.

### Siti
|                     |                                             |                             |                          |
| Monumento al Predil | Il forte del Predil visto dal passo omonimo | Il monumento a Malborghetto | Il forte di Malborghetto |

## Conseguenze
La strategia austriaca di invadere l'Italia si dimostrò un fiasco. Le perdite avute nel corso delle operazioni e nella ritirata indebolirono gravemente l'armata dell'arciduca Giovanni. Al posto di impiegare le proprie ampie forze per difendere l'arco alpino, Giovanni venne lasciato comunque con un numero insufficiente di soldati per compiere qualsiasi operazione e tentò disperatamente di scontrarsi e battere il nemico. La presa di Tarvisio e dei suoi forti locali aprì la strada ad Eugenio verso Villaco, che egli occupò il 20 maggio successivo. Le sue truppe assediarono quindi Klagenfurt il giorno successivo. In entrambe le città, i franco-italiani trovarono rifornimenti utili per usi futuri. Eugenio venne costretto a fermarsi per alcuni giorni di modo da permettere alla sua artiglieria, cavalleria, fanteria ed ai treni rifornimenti di riposarsi dopo gli scontri serrati. Giovanni si ritirò a Graz, dove giunse il 24 maggio, seguito dalla divisione di Gyulai ormai a pezzi. Gli esploratori di Eugenio identificarono la divisione di Jelačić che stava marciando per intercettare i corpi d'armata di Grenier. Ne scaturì quindi la battaglia di Sankt Michael del 25 maggio. Oggi a commemorare quegli scontri si trovano un monumento a Malborghetto ed uno al forte di Predil per illustrare il sacrificio degli ufficiali Hensel e Hermann e di tutti i soldati austriaci caduti nelle azioni, realizzati ed inaugurati negli anni quaranta dell'Ottocento.